# (18228) Hypérénor
(18228) Hypérénor, désignation internationale (18228) Hyperenor, est un astéroïde troyen jovien.

## Description
(18228) Hypérénor est un astéroïde troyen jovien, camp troyen, c'est-à-dire situé au point de Lagrange L5 du système Soleil-Jupiter. Il présente une orbite caractérisée par un demi-grand axe de 5,280 UA, une excentricité de 0,128 et une inclinaison de 3,2° par rapport à l'écliptique.
Il est nommé en référence au personnage de la mythologie grecque Hypérénor, acteur du conflit légendaire de la guerre de Troie.

## Compléments